# Metopoedema
Metopoedema is een geslacht van kevers uit de familie bladkevers (Chrysomelidae).
De wetenschappelijke naam van het geslacht werd in 1891 gepubliceerd door Duvivier.

## Soorten
- Metopoedema longicorne (Duvivier, 1891)
- Metopoedema paradoxum Duvivier, 1891